# Stazione di Francavilla Fontana
Stazione di Francavilla Fontana vasútállomás Olaszországban, Puglia régióban, Francavilla Fontana településen.

## Vasútvonalak
Az állomást az alábbi vasútvonalak érintik:
- Potenza-Brindisi-vasútvonal
- Martina Franca–Lecce-vasútvonal

## Kapcsolódó állomások
A vasútállomáshoz az alábbi állomások vannak a legközelebb: 
- Stazione di Villa Castelli
- Stazione di Oria
- Capece railway station (Stazione di Martina Franca, Martina Franca–Lecce-vasútvonal)
- Sava railway station (Stazione di Lecce, Martina Franca–Lecce-vasútvonal)